# Sophienfließ
Das Sophienfließ ist ein knapp 10 Kilometer langer Bach in der Märkischen Schweiz in Brandenburg.

## Verlauf
Das Fließ speist sich aus dem im Naturpark Märkische Schweiz nahe Prötzel gelegenen Schloßsee. Sein Oberlauf auf dem Barnim bei Prötzel und Grunow ist durch menschliche Eingriffe naturfern umgebaut und zusätzlich durch Einleitung nährstoffreicher Abwasser ökologisch stark beeinträchtigt worden und wird derzeit (2011) renaturiert. Im Unterlauf ist dagegen ein naturnaher Zustand des Fließes erhalten geblieben. Nach insgesamt fast zehn Kilometern mündet das Sophienfließ im Buckower Kessel von Norden in den Schermützelsee. Im Jahresmittel von 1977 bis 1984 führte das Fließ dem Schermützelsee jährlich 3,5 Mio. m³ Wasser zu. Unter dem Namen Werderfließ verlassen die um Grundwasser angereicherten Wasser den Schermützelsee am Ostufer und gelangen nach wenigen hundert Metern in den Buckowsee, der vom Stobber durchflossen wird.
Entlang des Sophienfließes verläuft ein Fontanewanderweg. Am Fließ liegt das Naturdenkmal Wurzelfichte.

## Natura 2000, FFH-Gebiet
Der Unterlauf des Sophienfließes im Barnimsüdhang ist Teil des kohärenten europäischen ökologischen Netzes besonderer Schutzgebiete Natura 2000. Unter den zehn FFH-Gebieten des Naturparks Märkische Schweiz zur Erhaltung der natürlichen Lebensräume sowie der wildlebenden Tiere und Pflanzen ist es dem FFH-Gebiet „Tornowseen-Pritzhagener Berge“ zugeordnet. Der Steckbrief des Bundesamtes für Naturschutz (BfN) enthält für das 682 Hektar umfassende Gebiet unter der Nummer 3450-306 folgende Beschreibung:

„Reich strukturierter Stauch-Endmoränenkomplex mit ausgeprägten, in historischen Waldrodungsperioden entstandenen Kerbtälern, dem dystrophen Kleinen und dem eutrophen Großen Tornowsee, naturnahen Laubmischwäldern und dem naturnahen Sophienfließ.“

## Namengebung
Der Bach ist nach dem weiblichen Vornamen Sophie (Σοφία, Griechisch für „Weisheit“) benannt. Die Namensgeberin konnte laut Brandenburgischem Namenbuch nicht mehr festgestellt werden. Als erster bekannter schriftlicher Eintrag (Sophien Fließ) wird das preußische Urmesstischblatt von 1841 angegeben. Der vorherige Name lautete Stanitz-Fließ und ist für den Oberlauf bei Prädikow noch belegt.